# Tlayuda

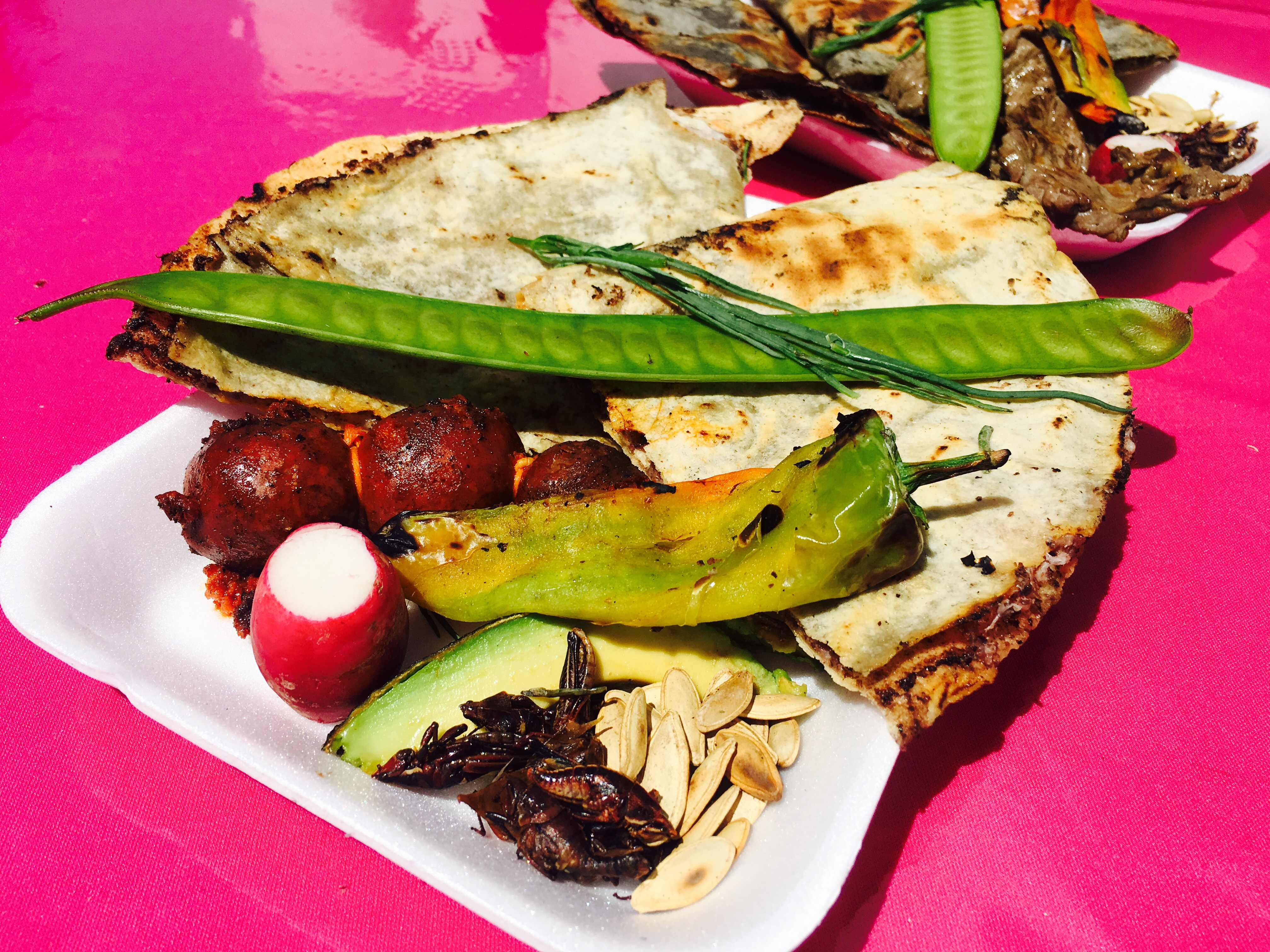
Tlayuda oaxaqueña de los valles centrales, presentada con tasajo, chorizo, guajes, chapulines, chile de agua, chepiche y aguacate.

La tlayuda, también conocida como clayuda (ya preparada), es una tortilla de maíz típica del estado de Oaxaca, en México. Suele tener un diámetro de 30 centímetros o más; se dora sobre un comal, lo que le brinda mayor dureza que a una tortilla convencional, con una consistencia quebradiza y correosa. Debido a su espesor y tipo de cocido, se garantiza su conservación en buen estado durante largos períodos de tiempo.

## Etimología

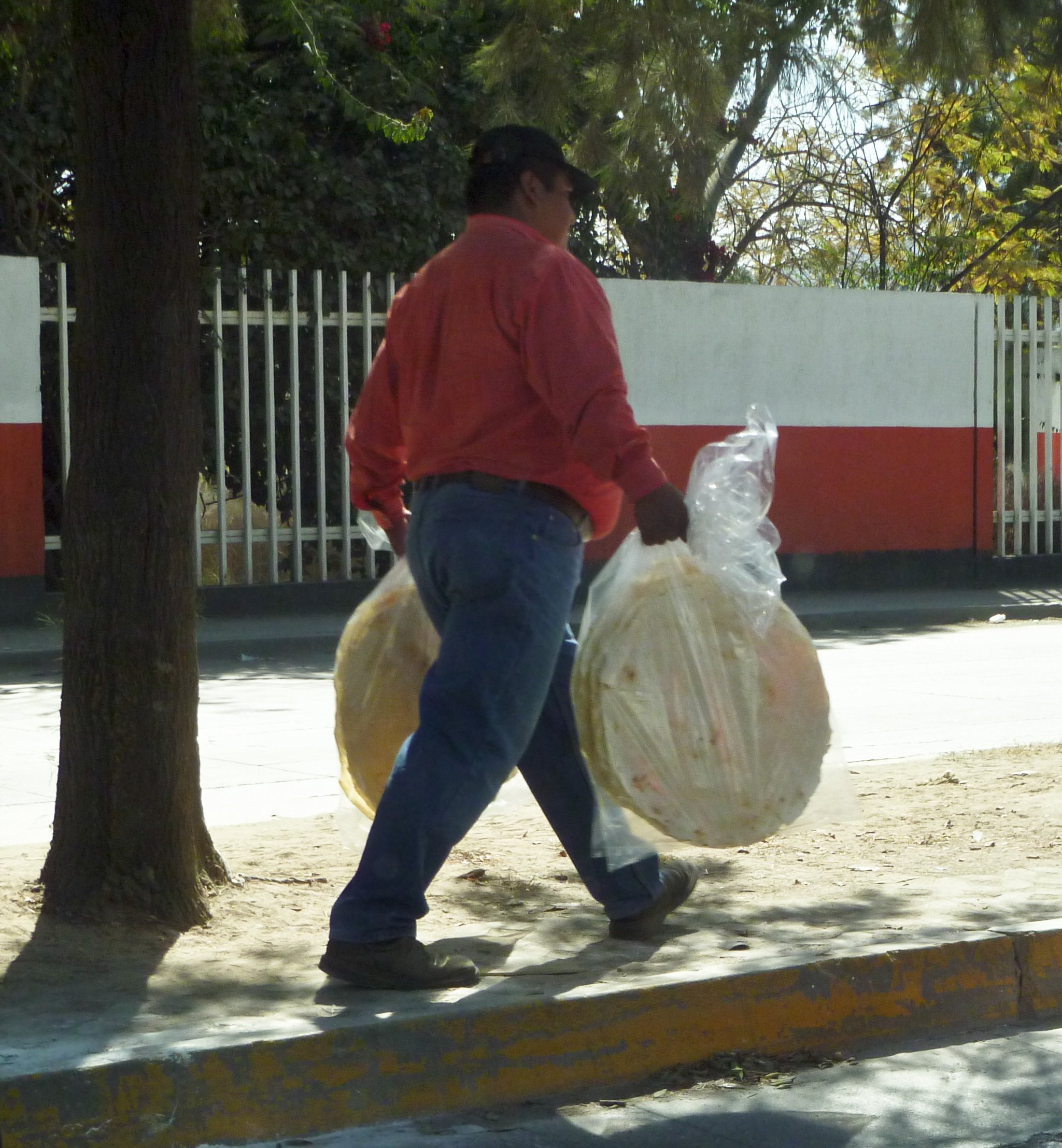
Hombre transportando tortillas para tlayuda

La palabra tlayuda proviene del náhuatl tlao-li (maíz desgranado).[cita requerida]

## Características
Sus principales características son el gran tamaño (incluso más de 40 cm de diámetro); su sabor completamente diferente al de otro tipo de tortilla; y la ligera dureza en su consistencia (sin llegar a ser tostada, sino más bien correosa), que adquiere al momento de cocerse en un comal comúnmente de barro. En él se deja semi-tostar, es decir, se cuece por más tiempo que otro tipo de tortilla, para luego ser guardada en un tenate, cesto hecho de hojas de palma. Adquiere así su consistencia característica: de flexible a semiquebradiza, muy ligeramente húmeda, fresca, difícil de masticar para quienes no están acostumbrados, aroma muy ligero como de tortilla quemada casi imperceptible. Una muy ligera cantidad de sal en la masa de nixtamal con la que se prepara en algunos casos, así como su cocimiento casi hasta el tueste, hacen que la tlayuda dure más tiempo sin descomponerse, a diferencia de como ocurre con las tortillas comunes.

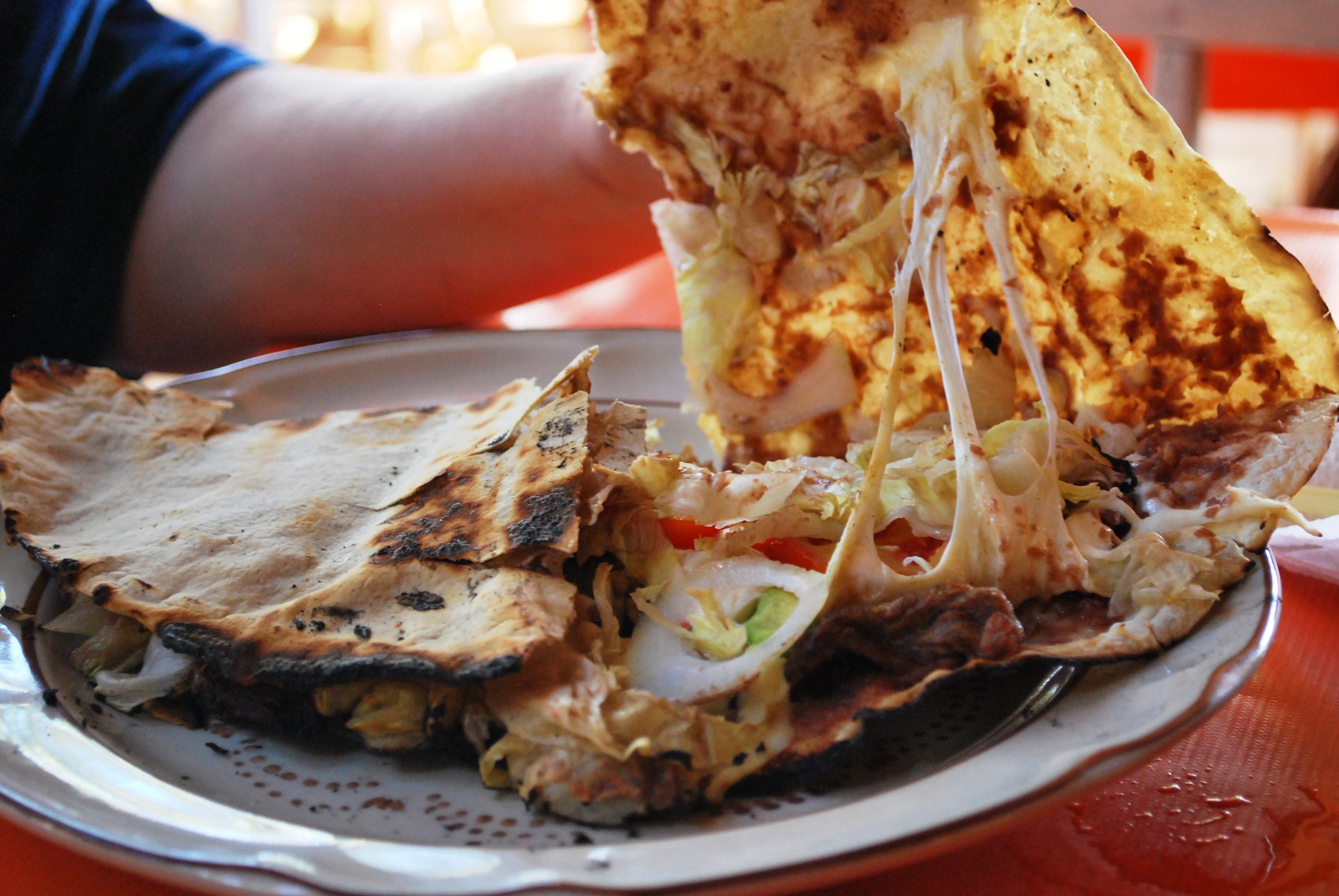
Tlayuda en un restaurante de Mazunte, Oaxaca

### Tlayuda clásica
La tlayuda clásica es untada con asiento de puerco. Después se le agrega quesillo –también conocido como queso Oaxaca–, lechuga, tasajo asado o cecina de res y salsa picante hecha en molcajete. Finalmente, la tlayuda se coloca sobre el anafre a que se tueste y quede crujiente.

### Variantes
Hay muchas variantes en su preparación; algunas son con frijoles negros molidos y fritos, col o lechuga picada conocido como repollo, tasajo, cecina de puerco, chorizo de puerco, carne seca, quesillo y salsa picante de chiles verdes o amarillos (en ocasiones con salsa de gusano de maguey) así como también de salsa de chile pasilla. También se unta con asiento (manteca de puerco no refinada), con trozos de chicharrón de puerco. La tortilla puede doblarse, haciendo una especie de emparedado ("empanada" o "quesadilla"), y se asa a las brasas, en una parrilla especial, lo que les confiere a las tortillas una textura tostada y cierto sabor ahumado, o a la plancha. También se suele acompañar con aguacate (guacamole) y tomate. En la región del Istmo de Tehuantepec, generalmente se presenta doblada en forma de un gran taco.[cita requerida]
La tlayuda en la mayoría de las regiones de Oaxaca, en el momento de servirse se acompaña de un chile verde asado, comúnmente se le llama chile de agua, y de cebollitas de cambray también asadas, y opcionalmente limón; también hay quienes la acompañan con rábanos y unas ramas de una verdura llamada chepiches, que son típicos de Oaxaca. [cita requerida]